# Кола (напиток)
Ко́ла (англ. «cola» или «coke») — тип газированных безалкогольных напитков с добавлением натуральных или искусственных ароматизаторов — ванили, корицы, цитрусовых масел и других ароматизаторов. Кола стала популярным во всём мире напитком после того, как фармацевт Джон Пембертон в 1886 году разработал безалкогольный напиток Coca-Cola, которому позже подражали другие производители. Большинство торговых марок колы содержит кофеин, который первоначально был получен из ореха колы, что привело к названию напитка, хотя в настоящее время используются другие источники. Оригинальный напиток «кола» от Пембертона также содержал кокаин из листьев коки. Его безалкогольный рецепт был вдохновлён вином из коки фармацевта Анджело Мариани, созданным в 1863 году.
Большинство современных видов колы имеет тёмный цвет из-за добавления сахарного колера и подслащиваются сахаром и/или кукурузным сиропом с высоким содержанием фруктозы. В настоящее время они выпускаются под множеством различных брендов. Среди них наиболее популярными являются Coca-Cola и Pepsi. Эти две компании конкурируют с 1890-х годов, но их соперничество усилилось с 1980-х годов.

## История создания
Доктор Джон Стит Пембертон, химик из Атланты (штат Джорджия, США), приготовил в 1886 году сироп карамельного цвета, который отнёс в «Джейкобс» — самую крупную в городе аптеку. Первые порции сиропа продавались по пять центов за стакан. Вскоре продавцы аптеки стали смешивать сироп с газированной водой — причём неизвестно, произошло это случайно или намеренно. Факт, однако, заключается в том, что именно так возник напиток Coca-Cola.
Наряду с Кока-колой возник ряд других сортов, например Пепси (Pepsi, США) или производимая с 1931 года в Германии Afri-Cola. Так, Пепси придумал в 1898 году американский фармацевт Калеб Брэдхем из Нью-Берна. В состав напитка, который он назвал «Напиток Брэда», входили пепсин и экстракт орехов колы. Привычное название и широкое признание Пепси получила в 1903 году. Параллельно с началом продаж Пепси, в СССР с 1973 года выпускался аутентичный аналог — напиток «Байкал».
Во многих странах мира считается типично американским напитком. Его употребление часто является выражением приверженности западному образу жизни. В Индии Coca-Cola и Pepsi-Cola с 1970 по 1993 год были запрещены.
В 2002 году вышла на рынок Mecca-Cola как альтернатива западным маркам. Эта произведённая во Франции кола нацелена на мусульманских клиентов. Производитель обещает отдавать часть прибыли палестинцам.

## Состав
Первоначально главными компонентами «Кока-колы» были богатый кофеином орех кола и содержащий кокаин куст коки. Последний в 1903 году был убран из рецептуры, когда стала известна опасность кокаина, и к настоящему времени от растения коки в составе «Кока-колы» осталось лишь название. Рецепт «Кока-колы» хранится в качестве корпоративной коммерческой тайны.

#### Ароматизаторы
Основными современными ароматизирующими ингредиентами в напитке являются цитрусовые масла (из апельсиновой, лаймовой и лимонной цедры), корица, ваниль и кислый ароматизатор. Зачастую производители напитков типа колы добавляют ароматизаторы, чтобы создать совершенно разные вкусы для каждого бренда. Данные ароматизаторы могут включать широкий спектр ингредиентов, таких как специи, например мускатный орех или кориандр, но базовыми ароматизаторами, которые большинство людей идентифицируют со вкусом колы, остаются цитрусовые, ваниль и корица. Иногда производители добавляют искусственные ароматизаторы в напиток. В Японии процветает индустрия производства «крафтовой» колы с небольшими местными методами производства и уникальными рецептами колы с использованием местных фруктов, трав и специй.

#### Подсластители
В качестве подсластителей могут использоваться различные добавки, выбор которых часто связан с их доступностью в данной местности. В США и Канаде наибольшее распространение получил кукурузный сироп с высоким содержанием фруктозы. В Европе более распространён сахар. Помимо этого, могут использоваться экстракт стевии или искусственные подсластители, такие как аспартам и ацесульфам. В коле с маркировкой «диетическая» или «без сахара» могут использоваться исключительно искусственные подсластители.

#### Кислотность
Кислотность часто обеспечивается фосфорной кислотой, иногда в сопровождении лимонной или других изолированных кислот.

## Влияние на здоровье

### Критика напитка
В целом претензии к коле сводятся к тому, что она может оказывать вредное влияние на здоровье потребителя, в частности, провоцировать ожирение и другие нарушения обмена веществ, стать причиной заболеваний органов желудочно-кишечного тракта или вызвать остеопороз. Конкретные претензии, как правило, сводятся к следующему:
1. Поскольку напиток часто употребляется в больших количествах и является одним из самых популярных напитков среди детей и подростков, он может привести к ожирению[9][10][11][12].
2. Высокая кислотность приводит к возникновению желудочно-кишечных заболеваний и повреждению зубов[9][11][12].
3. Искусственные подсластители, используемые в «диетических» версиях напитка с нулевой калорийностью, могут вызвать рак, нарушить обмен веществ, нарушить секрецию инсулина поджелудочной железой и вызвать неконтролируемое чувство голода[10][13][14].
4. Ортофосфорная кислота, которая входит в состав колы, ухудшает всасывание кальция, вымывает его из организма, вызывает остеопороз и снижает общую минерализацию костной ткани[9][11][12][15].
5. Напитки типа колы содержат в большом количестве кофеин, вызывающий стойкую психологическую зависимость и являющиеся причиной бессонницы и многих сопутствующих заболеваний[11].

### Ответы на критику
1. Сахаросодержащие газированные напитки действительно калорийны, но их калорийность вовсе не чрезмерна (как можно видеть из приведённой таблицы, она меньше, чем, например, у молока). Научно установлено, что ожирение вызывает неумеренное потребление пищи и газированных напитков, при котором количество употреблённых калорий становится существенно больше количества израсходованных[16][17][18].
2. Употребление газированных напитков не вредит желудочно-кишечному тракту. Многочисленные исследования не подтвердили связи между потреблением газированных напитков, в том числе колы, на развитие гастроэзофагеальной рефлюксной болезни, рака пищевода, повреждения эпителиальных клеток и прочих заболеваний ЖКТ. Ортофосфорная кислота, которая содержится в коле в качестве регулятора кислотности, существенно слабее соляной кислоты, содержащейся в желудочном соке, поэтому не может быть причиной повреждения организма[19][20][21][21][22][23].
3. «Диетические» газированные напитки с искусственными подсластителями не вызывают рака, не приводят к ожирению и не являются причиной возникновения ложного чувства голода. Перед одобрением на использование искусственные подсластители проходят проверку на безопасность Управлением по санитарному надзору и качеством пищевых продуктов и медикаментов (FDA)[24][25][26], Европейским агентством по безопасности продуктов питания (EFSA)[27] перед тем, как начать использоваться в газированных напитках и пищевых продуктах.
4. Несмотря на то, что некоторые исследования показали возможную связь между потреблением колы и снижением плотности минерализации костной ткани[28], другие исследования этого не продемонстрировали[29], поэтому пока это остается гипотезой[30]. Вероятнее всего, данный эффект обусловлен вытеснением молока и прочих источников кальция из общего рациона.
5. Напитки типа колы содержат кофеин в незначительном количестве — не более 150 мг/л (информация об этом содержится на этикетке напитка). Это меньше, чем в чашке эспрессо и чёрного чая[31][32]. Кофеин может вызвать психическую и физическую зависимость, но незначительную[33][34]. Кофеин не угрожает физическому, социальному или экономическому здоровью[33][34].

## Прозрачная кола
Существует миф, согласно которому в 1940-х годах Coca-Cola якобы производила Белую колу по просьбе маршала Советского Союза Георгия Жукова.
Прозрачная кола была запущена в производство в начале 1990-х годов ввиду актуального на тот момент тренда. Среди брендов были Crystal Pepsi, Tab Clear и 7 Up Ice Cola. Прозрачная Pepsi была неоднократно представлена в 2010-х годах.
В Дании популярная прозрачная кола была произведена Cooperative FDB в 1976 году. Она была особенно известна как «Хиппи-кола» из-за вредного воздействия красящей добавки на детей и бойкота многонациональных брендов. Он был вдохновлен кампанией по борьбе с вредными добавками в Дании, проводимой Экологической организацией NOAH, независимой датской структурой международной сети «Друзья Земли». За этим последовали различные газированные напитки без искусственных красителей. Сегодня в Дании доступно много «органической» колы, но из-за ностальгии прозрачная кола всё ещё в определённой степени сохраняет свою популярность.
В июне 2018 года Coca-Cola представила Coca-Cola Clear в Японии.